# Miracle de Calanda

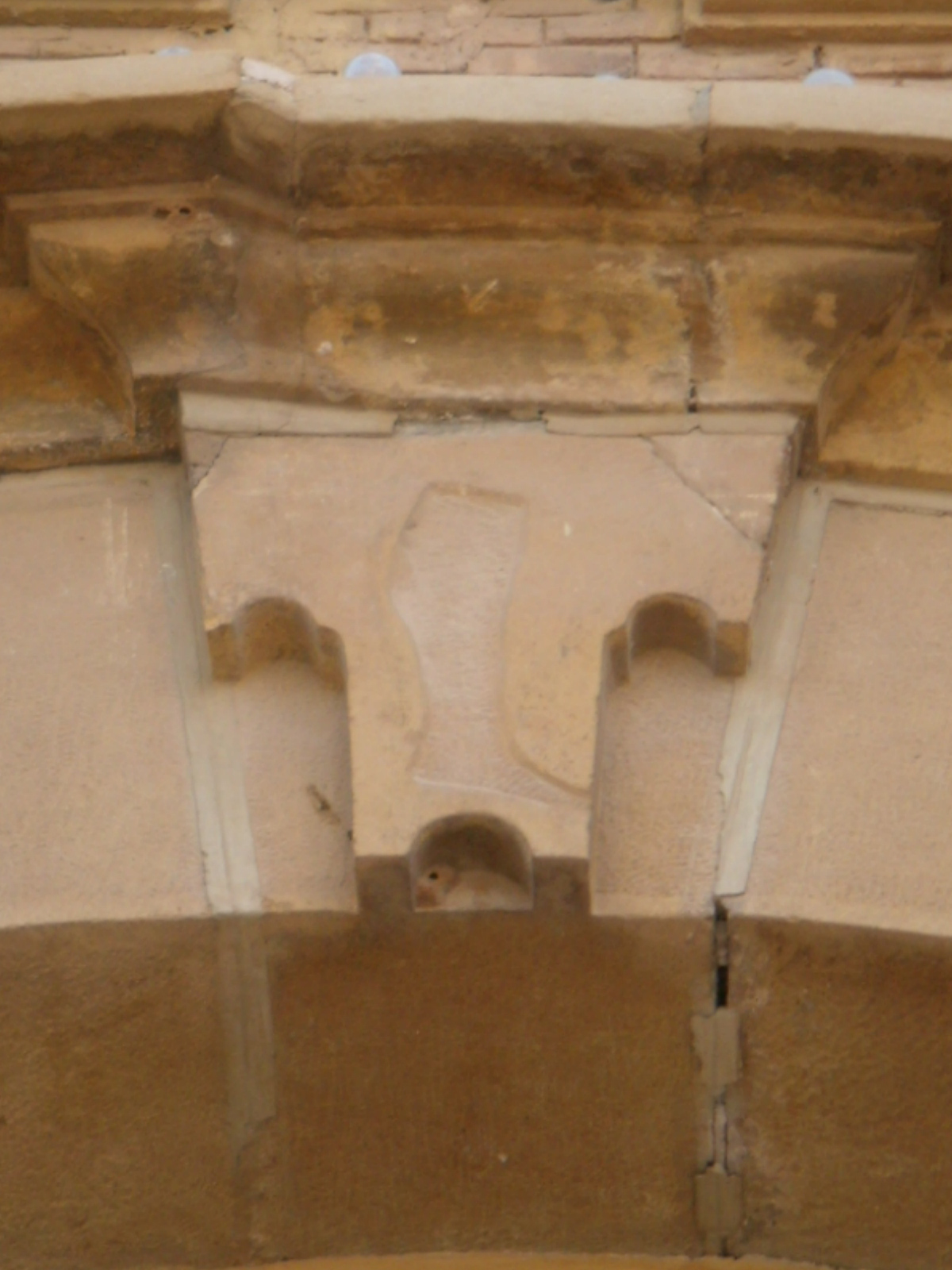
Représentation de la jambe de Miguel Pellicer taillée sur un claveau du Templo del Pilar à Calanda.

Par Miracle de Calanda, on désigne la restitution surnaturelle d'une jambe amputée dont, selon l'Église catholique, bénéficia en 1640 un habitant de Calanda (Espagne), Miguel-Juan Pellicer.

## Récit
Les faits sont relatés ci-dessous tels que les juges du procès ecclésiastique estimèrent les avoir établis. L'exposé suit les livres de l'abbé André Deroo et de Vittorio Messori, deux ouvrages de tendance apologétique catholique.

### Accident, amputation, mendicité
Miguel-Juan Pellicer est baptisé le 25 mars 1617 à Calanda, bourgade où ses parents exercent le métier d'agriculteurs. En 1636 ou 1637, Miguel-Juan, qui est alors âgé de dix-neuf ans et demi et n'est ni marié ni fiancé, quitte sa famille, contre la volonté de ses parents. L'abbé Deroo fait ce commentaire : « Les parents estimaient probablement qu'une paire de bras de plus à la maison n'était pas superflue. » Miguel-Juan ne semble pas avoir instruit ses parents du but de son voyage.
En 1637, il travaille à Castellón de la Plana, chez le frère de sa mère, Jaime Blasco. Il tombe d'une mule qu'il chevauchait et un chariot rompt le tibia de sa jambe droite en son milieu. On le conduit à l'hôpital de Castellón de la Plana, puis, le 3 août 1637, à celui de Valence. L'enregistrement de son entrée à l'hôpital de Valence est conservé. Après cinq jours de soins inefficaces à Valence, il obtient des administrateurs de l'hôpital un « passeport de malade » qui requiert en sa faveur l'aide des charretiers, des muletiers et de tous les baptisés pour lui permettre de se rendre au Saint hôpital royal et général de Notre-Dame de Grâce à Saragosse,,. Il se déplace à l'aide de béquilles « et, semble-t-il, d'une jambe de bois attachée à son genou replié par des lanières ». Il entre à l'hôpital de Saragosse dans les premiers jours d'octobre 1637,. Contrairement à ce qui est le cas pour l'hôpital de Valence, l'enregistrement de l'entrée de Pellicer à l'hôpital de Saragosse n'est pas conservé, car l'hôpital de Saragosse fut détruit par les Français en 1808, lors de la Guerre d'indépendance espagnole,. La jambe est gangrenée et on conclut à la nécessité de l'amputation, qui est pratiquée vers la mi-octobre, environ quatre doigts sous la rotule, par les chirurgiens Juan de Estanga (réputé dans tout l'Aragon) et Diego Millaruela, assistés par des aspirants chirurgiens et des infirmiers,. Un aspirant chirurgien, Juan Lorenzo Garcia, enterre la jambe coupée dans le cimetière de l'hôpital,. Après quelques mois, le temps que sa plaie se cicatrise, Pellicer quitte l'hôpital au printemps 1638, muni d'une jambe de bois et d'une béquille,.
Il reste à Saragosse et, pour vivre, mendie à l'église de Notre-Dame del Pilar, près de la chapelle Notre-Dame d'Espérance, sous le couvert d'un permis de mendicité,. L'amputé oint son moignon, encore douloureux, avec l'huile des lampes de la chapelle, à laquelle on attribuait alors une vertu miraculeuse. Le chirurgien Estanga, qui le suit après l'opération, lui dit qu'à vues simplement humaines en tout cas, cette pratique est à déconseiller, car elle peut retarder la cicatrisation complète,. Un jour, deux prêtres de sa paroisse de Calanda le voient mendier. À un de ces deux prêtres qui s'étonne qu'il n'ait pas rejoint sa famille à Calanda, Pellicer répond : « Comment puis-je retourner chez moi, alors que je suis parti contre la volonté de mes parents, ? » Les deux prêtres se chargent d'obtenir le consentement des parents, et Miguel-Juan Pellicer est de retour à Calanda en mars 1640,. Pour subvenir à son entretien, il va à dos d'âne mendier dans les villages voisins,. Selon V. Messori, il est muni d'un permis de mendicité délivré par la commune de Calanda.

### Miracle
Le 29 mars 1640, toutefois, il ne mendie pas, il travaille à charger du fumier dans un champ paternel,. Ce jour-là, la famille Pellicer est réquisitionnée pour loger un soldat. On décide que le soldat dormira dans la chambre de Miguel-Juan, qui, lui, dormira dans la chambre de ses parents, au pied du lit conjugal,. Au cours de la veillée, toutes les personnes présentes (les parents, un jeune domestique, deux voisins et le soldat) voient la cicatrice de Miguel-Juan et certains la touchent,. Miguel-Juan va se coucher avant les autres. Quand sa mère entre dans la chambre, elle a la surprise de voir, dépassant du manteau que son fils utilise comme couverture, non pas un pied, mais deux,. Elle va chercher son mari et les deux époux réveillent leur fils, dont la première réaction est de demander à son père de lui donner la main et de lui pardonner les offenses qu'il a pu lui faire. Selon V. Messori, cette réaction « n'a de quoi surprendre que ceux qui ignorent les lois de l'Esprit ». Les parents demandent à Miguel-Juan comment la chose s'est produite. Il répond qu'avant de se coucher, il s'est confié à la Vierge comme il le fait toujours et que, dans son sommeil, il a rêvé qu'il oignait sa jambe avec l'huile d'une lampe du sanctuaire,. La jambe restituée porte encore des traces de lésions subies avant l'amputation : fracture du tibia, extraction d'un kyste à l'époque de l'enfance, morsure d'un chien, griffures d'une plante épineuse,. Bientôt, toute la maisonnée et les voisins sont persuadés que Pellicer a obtenu le rattachement miraculeux de la jambe qui avait été enterrée au cimetière de l'hôpital de Saragosse,. Le matin même, le clergé de Calanda dit une messe d'action de grâces,. L'assistance remarque que la guérison n'est pas parfaite : les orteils sont recroquevillés et le pied ne peut pas s'appuyer fermement sur le sol. Cependant, les fonctions se rétabliront entièrement en quelques jours,. On constata aussi que la jambe restituée était plus courte que l'autre de quelques centimètres, mais que la différence de longueur disparut en quelques mois. V. Messori suppose que lorsqu'il fut amputé, Pellicer, alors âgé de vingt ans et demi, n'avait pas terminé sa croissance, de sorte que la jambe enterrée prit un retard qu'elle rattrapa quand elle fut rattachée au corps vivant,.

### Enquêtes
Le 30 mars 1640, lendemain du miracle, le juge de paix de Calanda, Martín Corellano, rédige sur le cas une información sumaria (information sommaire) qui est perdue.
Le dimanche 1er avril 1640, le notaire de Mazaléon, localité située environ à trente-cinq kilomètres de Calanda, vient sur les lieux avec deux prêtres de sa paroisse, parmi lesquels son curé, qui est à l'origine de la démarche. Le notaire recueille des témoignages et dresse un acte public, dont il résulte que la population de Calanda et des environs était persuadée d'une intervention surnaturelle,.
Selon le journal Aviso Historico du 4 juin 1640, des recherches ont été faites dans le cimetière de l'hôpital de Saragosse, où la jambe coupée avait été enterrée, mais on n'y a pas trouvé la jambe, il n'y avait qu'un trou vide dans la terre. A. Deroo et V. Messori ne renvoient pour ce fait qu'au journal Aviso Historico, ce qui semble indiquer que les actes du procès ne le mentionnent pas,.
Le 5 juin 1640, à l'initiative de la municipalité de Saragosse, qui a décidé de payer les frais, un procès canonique est ouvert à l'archévêché de Saragosse,. Un des juges du procès, l'archiprêtre de la cathédrale épiscopale, est un membre influent de l'Inquisition, laquelle, selon V. Messori, semble avoir eu dès le départ une bonne opinion du cas Pellicer. Parmi les témoins qui déposent au procès, V. Messori mentionne cinq personnes attachées à l'hôpital de Saragosse : le chirurgien Juan de Estanga, qui pratiqua l'amputation et qui est lui aussi lié à l'Inquisition (il en est un familier, c'est-à-dire un collaborateur); son élève Juan Lorenzo García, qui a enterré la jambe dans le cimetière de l'hôpital; Diego Millaruela, le chirurgien qui pratiqua l'amputation avec Estanga; un infirmier; et Pascual de Cacho, prêtre chargé de l'alimentation des infirmes,. Ces cinq personnes sont interrogées sur l'identité entre Pellicer (présent) et le jeune homme amputé en 1637. Trois ne manifestent aucun doute, deux autres (le prêtre et l'infirmier) répondent « il me semble », en ajoutant qu'ils n'usent de cette formule que par scrupule de conscience, parce qu'ils n'ont connu l'amputé que peu avant l'opération. Divers autres témoins sont entendus et l'archevêque reconnaît le miracle le 27 avril 1641. En octobre 1641, Pellicer est reçu par le roi Philippe IV, qui baise la jambe miraculée,.

### Pellicer après le miracle
Dans les années qui suivent le miracle, on demande volontiers à Pellicer d'être parrain des nouveau-nés,. Toutefois, « il semble que se soit très vite réveillée en lui une incoercible tentation pour l'errance et le vagabondage ». En 1642, un mandataire à Valence des chanoines du Pilar s'étonne que Pellicer n'ait pas d'occupation définie et suggère que le chapitre lui en fournisse une. En 1646-47, le vice-roi de Majorque, dans une correspondance avec les chanoines de Notre-Dame del Pilar, reproche à Pellicer des « légèretés » que la partie conservée de la correspondance ne précise pas. Le vice-roi demande que Pellicer soit placé sous la surveillance d'un tuteur. Quant à l'homme qui accompagne Pellicer (probablement son beau-frère, selon V. Messori), le vice-roi l'a fait emprisonner,.
Le 12 septembre 1647 meurt à Vellilo de Ebro un « Miguel Pellicer, pauvre de Calanda », que les historiens tiennent généralement pour le miraculé,.

## Mises en doute
Le miracle de Calanda fut attaqué par des anglicans aux XVIIe, XVIIIe et XIXe siècles. L'abbé Deroo passe leurs arguments en revue et les considère comme mal fondés. David Hume, lui aussi, attaqua le miracle de Calanda dans son Essai sur les miracles, incorporé à ses Essais philosophiques sur l'entendement humain (1748), réédités en 1758 sous le titre Enquête sur l'entendement humain. Hume fonde ses objections sur un récit du cardinal de Retz.
Après la publication du livre de V. Messori, Luigi Garlaschelli, chimiste à l'université de Pavie et investigateur de phénomènes mystérieux, a fait sur le cas Pellicer des remarques qu'on peut résumer comme suit : la découverte fortuite du miracle, la première réaction de Miguel-Juan Pellicer lors de cette découverte (demander pardon à son père), l'identité entre la « nouvelle » jambe et l'ancienne, prouvée par des traces de lésions antérieures à l'époque de la présumée amputation, la moralité douteuse que semblent bien révéler chez le miraculé ses démêlés de 1646-47 avec la police, tout cela suggère que Pellicer était un simulateur et n'avait jamais été amputé; le fait que sur les cinq personnes attachées à l'hôpital de Saragosse qui témoignèrent au procès, il y en eut deux qui assortirent d'un « il me semble » la déclaration selon laquelle ils reconnaissaient en Pellicer l'amputé qu'ils avaient connu à l'hôpital a peut-être plus d'importance que les juges du procès et Messori ne lui en attribuent, et indique peut-être qu'une confusion de personnes était possible.

### Documents originaux
- Acte public du notaire de Mazaléon, en date du 5 avril 1640. Original exposé à la mairie de Saragosse (Messori, p. 112-113). Publié intégralement dans la revue El Pilar, Saragosse, numéro spécial, 8 octobre 1938 (Deroo 1977, p. 69). Publié en traduction française dans  Messori 2000, p. 291-295.
- Le jour même de la clôture du procès, on fit deux copies de la sentence de l'archevêque et des actes du procès. Une copie était destinée à la commune de Saragosse et l'autre au chapitre du Pilar. Ces copies, qui portèrent dès le départ l'attestation de leur conformité à l'original, peuvent être considérées comme un second et un troisième exemplaire de celui-ci. La copie détenue par la mairie de Saragosse disparut en 1808, lors de l'incendie de cette mairie par les troupes françaises. L'original, qui était resté à la curie archiépiscopale, fut prêté vers 1930 à un moine d'origine française qui dut quitter l'Espagne à la suite d'un décret de la République puis fut fusillé par les Allemands comme résistant pendant la Seconde Guerre mondiale; le document n'a pas été retrouvé, mais il avait été édité plusieurs fois. La copie destinée au chapitre du Pilar existe toujours et est maintenant conservée aux archives de l'archevêché[79]. Les actes du procès ont été publiés dans les ouvrages suivants :
  - Don Eusebio Ximenez, Milagro asombroso (...) Extracto puntual del proceso, Saragosse, 1808.
  - Édition des pièces du procès par le Frère Ramón Manero, Saragosse, 1829.
  - Édition des pièces du procès, Madrid, 1872.
  - Édition des pièces du procès, Saragosse, 1892 (selon Deroo 1977) ou 1894 (selon Messori 2000 p. 163).
  - Copia literal y autentica del Proceso y sentencia de calificacion, Saragosse, 1940.

### Récits et travaux
- Petrus Neurath, Miraculum divae Virginis quae Caesaraugustae crus puero abscissum restituit (...), Madrid, 1642. (Rapporte certains détails non mentionnés dans les actes du procès. Voir Deroo 1977, p. 62.)
- R.P. Nazario Pérez, S.J., Apuntes históricos de la Devoción a Nuestra Señora la Santísima Virgen del Pilar de Zaragoza, Saragosse, 1930.
- Dr D. Leandro Aina Naval, El Pilar, La Tradicion y la Historia, Saragosse, 1939.
- Miguel Sancho Izquierdo, El Milagro de Calanda, Saragosse, 1940.
- Don Estella Zalaya, El Milagro de Calanda, estudio historico critico, Saragosse, 1951. (A. Deroo 1977, p. 96, signale cet ouvrage comme sa source principale.)
- Abbé André Deroo, L'homme à la jambe coupée, Montsurs, éditions Résiac, 1977 (1re éd. 1959).
- Vittorio Messori, Le Miracle impensable', Paris, Mame, 2000 traduction française.
- Patrick Sbalchiero (dir.), « Calanda, miracle dit de », dans Dictionnaire des miracles et de l’extraordinaire chrétiens, Fayard, 2002 (ISBN 221361394X)
- Tomás Domingo Pérez, El milagro de Calanda y sus fuentes históricas, Saragosse, Caja Inmaculada, 2006.

### Revues
- Hebdomadaire El Pilar, Saragosse.
- Fascicules annuels Doce de Octubre, Saragosse.